# Biscotto Salute
Il Biscotto Salute o anche Biscotto della Salute è un prodotto della tradizione ligure e piemontese.
La versione prodotta in Piemonte è stata riconosciuta come prodotto agroalimentare tradizionale con la denominazione di biscotti della salute.

## Descrizione
Si tratta di una fetta biscottata di caratteristiche intermedie tra quelle del biscotto (più ricco a livello nutrizionale) e la fetta biscottata, più leggera.
Presenta delle affinità col Biscotti del Lagaccio, trovando le sue origini nelle antiche ricette genovesi sin dal XVI secolo sebbene questi biscotti siano stati privati dell'anice.
I marinai avevano la necessità di consumare alimenti nutrienti e conservabili, anche nelle cattive condizioni delle stive delle navi. Così già nell'antichità si svilupparono biscotti secchi (galletta) e prodotti biscottati.
La fetta biscottata, grazie al processo di tostatura, ha un tasso di umidità assai basso (circa il 3%) che evitando la formazione di muffe dà al prodotto una lunga durabilità.
Il suo processo produttivo è per alcuni aspetti affine a quello del panettone e si caratterizza per la lenta lievitazione naturale e la stagionatura dei "pani" precedente il taglio delle fette e la loro tostatura. Così facendo si ottiene il naturale sviluppo delle fragranze tipiche di questo antico prodotto.

## Storia
La tecnica di cuocere pani, di affettarli e tostarli è stata declinata nel tempo in modi diversi. Sono nati così prodotti ricchi e nutrienti, fra i cui ingredienti troviamo il burro, il miele, il latte e, nei Biscotti del Lagaccio, anche il liquore all'anice. Va ricordato che il termine "salute" sino a tempi molto recenti era associato non già alla dieteticità e povertà calorica degli alimenti, ma alla loro ricchezza.
A Torino, dai primi del Novecento, il Biscotto Salute ha iniziato ad essere prodotto anche a livello industriale dalla storica azienda "Biscotti Wamar Marchisio & C". Dopo il declino industriale di quest'ultima, alla fine degli anni Ottanta, il "testimone" di questa tradizionale lavorazione è stato raccolto dall’azienda alimentare Monviso di Andezeno, oggi ‘Monviso Group S.r.l.' 
.

## Consumo

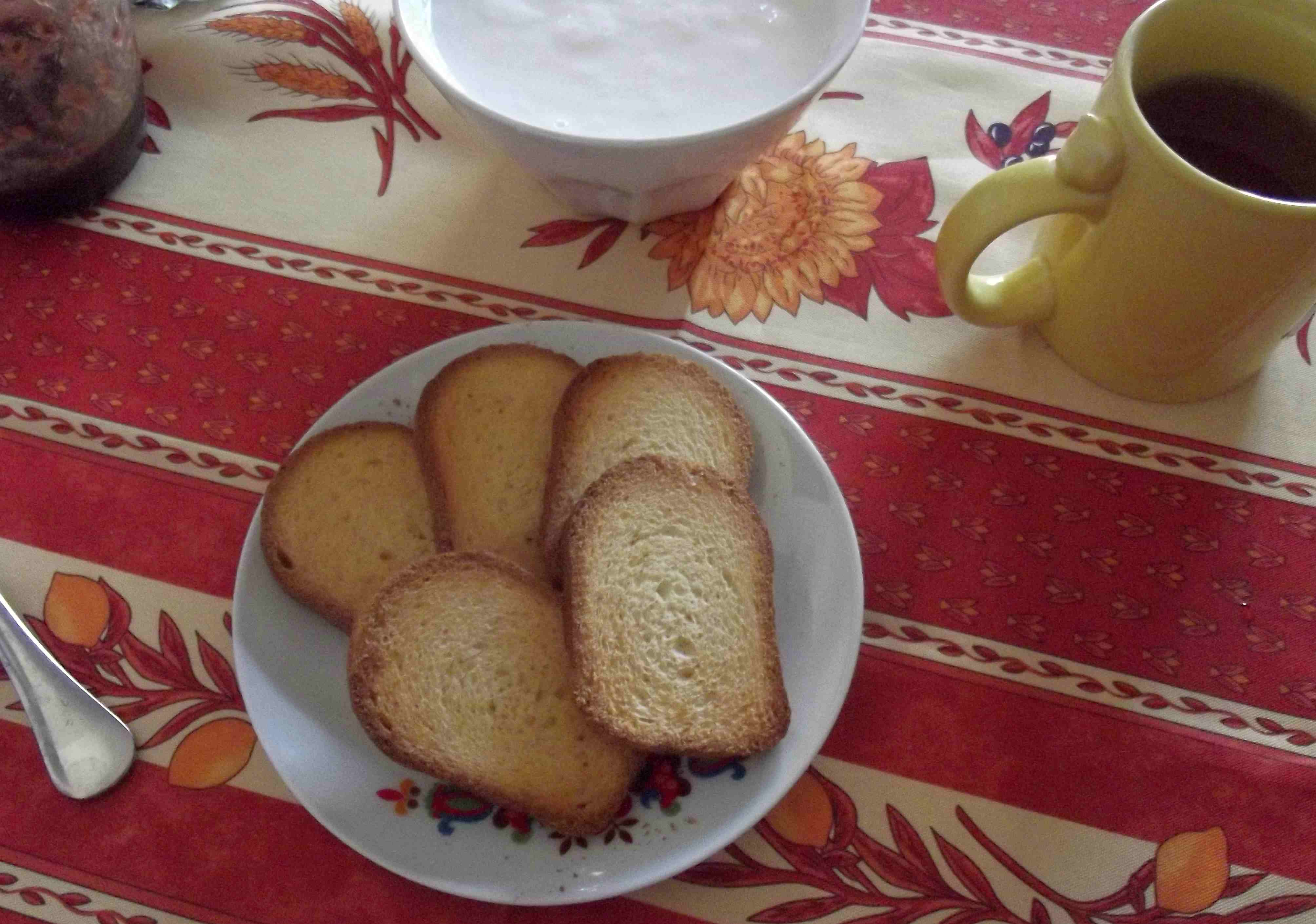
Colazione con biscotti della salute

Il Biscotto Salute è un prodotto da prima colazione, può essere farcito con marmellata, ma anche mangiato come un biscotto, grazie alla gustosità degli ingredienti stessi.